# Equador (kommun i Brasilien)
Equador är en kommun i Brasilien.   Den ligger i delstaten Rio Grande do Norte, i den östra delen av landet, 1 600 km nordost om huvudstaden Brasília. Antalet invånare är 5 822.
Omgivningarna runt Equador är huvudsakligen savann. Runt Equador är det ganska glesbefolkat, med 24 invånare per kvadratkilometer.